# Атестинска култура
Култура Есте, Атестинска култура је археолошка култура гвозденог доба која је постојала на северозападном Јадрану на територији модерне регије Венеција, северна Италија. Период постојања је од 9. до 2. века п. н. е. све до инвазије Венета у 4. веку п. н. е.,. Након 2. века п. н. е. становништво је романизовано. Савремени истраживачи сматрају да су племена Венета носиоци ове културе.

## Име
Назив културе добио је по античком граду на ободу долине реке По - Атес/Атесте (савремени Есте, округ Падова). Вероватно је првобитно био значајан, а можда и главни центар племена Венети. Такође, понекад се култура Атестина назива „култура ситула“, пошто су ситуле типични њени артефакти. Други назив, „палеовенетска култура“, везује се за име Венета.

## Историја студија
Прво насеље старијег гвозденог доба на Апенинском полуострву откривено је средином 19. века у селу Виљанова (код Болоње), због чега су културе овог периода често заједнички називане „Вилланова“. Међутим, откривена су каснија насеља слична Вилановској култури, али никако идентична њој, међу којима се издваја атестинска култура. Први налази, велико гробље и насеље, откривени су на подручју града Есте, а затим су пронађена бројна гробља на другим местима. Материјал ископавања послужио је као основа за периодизацију културе, коју су истраживачи поделили у четири фазе.

## Општи опис
Центар културе налазио се на североистоку Италије, између река Минчо и Ливенца. Западни део ових земаља граничио је са долином реке По, био је мочваран и ретко насељен – чак ни Етрурци нису потчинили ову област. Почетком 1. миленијума пне. тамо су продрли Венети (који се сматрају носиоцима атестске културе), заузели су сва места погодна за насељавање и живели у извесној изолацији. Северно од реке Поа текла река са променљивом струјом - Атес/Атестис (савремени Адиђе), на којој су Венети основали град Атес/Атесте (савремени Есте). Вероватно је то била престоница Венета, али 589. п. н. е. Река Адиђе је пресекла нови канал 12 км од града и он је пропао.
Економија атестинске културе заснивала се на пољопривреди, сточарству и слатководном риболову. Постојали су различити облици повезивања и међусобног утицаја са културама Виланована, Халштатска, Голасека, као и са племенима која су насељавала савремену Словенију и Тирол. Носиоци културе поседовали су високо развијену уметност израде ситула – уникатних посуда са рељефним ликовима, у облику ведра. Керамика је рађена на грнчарском точку – пронађене су величанствене црвене вазе. Савремени истраживачи су открили гробља са сахранама и кремацијама, као и надгробне споменике са натписима на венецијанском језику. Међу артефактима се налазе и мачеви са антенама, бритви, келти, палстабови и разни брошеви.

## Периодизација
Хронологија периодизације атестске културе, као и хронологија суседне Виланове, контроверзна је међу истраживачима, постоје различите опције за датирање настанка културе – научници овај догађај приписују 1200. години п. н. е. (Д. Рандалл МкИвер), до 1000. године пре нове ере. е. (Ф. Дун), до 650. п. н. е. е. (Н. Оберг). 
| Фаза     | Датовање                      | Датовање          |                   |
| -------- | ----------------------------- | ----------------- | ----------------- |
| Фаза     | Есте I                        | X—IX в. п. н. е.  | 900—750. п. н. е. |
| Есте II  | IX—VIII вв. п. н. е.          | 750—575. п. н. е. |                   |
| Есте III | VIII или поч. VII в. п. н. е. | 575—350. п. н. е. |                   |
| Есте IV  | IV—II в. п. н. е.             | 350—182. п. н. е. |                   |